# Tanganyikaterritoriet
Tanganyikaterritoriet er størstedelen af det tidligere Tysk Østafrika, der efter første verdenskrig blev britisk mandatområde under Folkeforbundet (og efter anden verdenskrig under FN).
I 1961 blev Tanganyika selvstændigt og i 1964 dannedes forbundsstaten Tanzania af Tanganyika og Zanzibar.

## Etymologi
Navnet "Tanganyika" er afledt fra swahili ordene tanga ("sejl") og nyika ("ubeboet flade", "ødemark"). Det kan opfattes som en reference til Tanganyika-søen: "sejl i ødemarken".

## Historie
Den første begyndelse til det tyske herredømme skete i 1884, da et privat tysk selskab erhvervede store områder ved traktater med indfødte fyrster og sultanen af Zanzibar; i 1885 stilledes disse områder under det tyske riges beskyttelse, samtidig med at en stærk tysk eskadre tvang sultanen af Zanzibar, der havde den nominelle overhøjhed, til at anerkende det skete. I 1888 lykkedes det det tyske "Østafrikanske Selskab" ved den tyske regerings hjælp at opnå toldforvaltning på kysten mod en årlig afgift til sultanen, men forskellige hårde foranstaltninger ved toldforvaltningen fremkaldte i 1888 en heftig opstand, foranlediget af de arabiske handelsmænd, og en tid truede det med, at hele den tyske kolonisation skulle omstyrtes. Da greb den tyske regering ind: major Wissmann blev sendt til Østafrika med en betydelig troppestyrke, oprøret blev dæmpet og hovedføreren Buschiri henrettet. Den 1. juli 1890 afkøbte Tyskland sammen med England sultanen alle hans besiddelser på fastlandet, og fra 1. januar 1891 overtog den tyske regering forvaltningen. I 1905 udbrød der alvorlige uroligheder mellem bantufolkene i den sydlige del, men de blev, om end med Besvær, kvalt i 1906. Der efter var forholdene rolige, og de fleste stammer forblev loyale mod den tyske styrelse, hvilket viste sig i 1. verdenskrig, da en lille tysk kolonialstyrke under Lettow-Vorbeck med de indfødtes hjælp holdt englænderne stangen i 4 år. Ved Versaillesfreden blev Tanganyika givet under britisk mandat og fik i 1920 officielt navnet Tanganyikaterritoriet.
I 1927 gik Tanganyika ind i en toldunion og postunion med Kenya og Uganda. Samarbejdet mellem disse områder blev udvidet på flere områder og førte til, at Den østafrikanske højkommission (1948–1961) og East African Common Services Organisation (1961–1967) blev oprettede som forløbere for Det Østafrikanske Fællesskab. Landet holdt sit første valg i 1958 og 1959. Året efter fik det indre selvstyre, og nye valg blev afholdt. Begge valg blev vundet af Tanganyika African National Union, som førte landet til selvstændighed i 1961. Året efter blev et præsidentvalg afholdt, som resulterede i, at TANUs leder Julius Nyerere blev landets første præsident.

## Beliggenhed og grænser
Tanganyikaterritoriet var et britisk mandatområde under Folkeforbundet i Østafrika mellem Det Indiske Ocean i øst og Tanganyikasøen i vest samt Kenya Colony i nord og Portugisisk Østafrika i syd.
Territoriet strakte sig langs Det Indiske Ocean fra Umbafloden i nord til Rovumafloden i syd, en strækning på ca. 800 km; den udenfor liggende ø Mafia er medregnet, derimod ikke de nordligere liggende kystøer Zanzibar og Pemba. Nordgrænsen gik omtrent lige mod nordvest til bredden af Victoria Njansa på ca. 1° s. Br., tværs over søen og langs Kagerafloden til ca. 30° 20′ ø. L., hvor den drejer sydpå uden om landskaberne Ruanda og Urundi til østkysten af Tanganjikasøen. Vestgrænsen følger midten af søen til sydspidsen, hvorefter den gik mod sydøst til nordspidsen af Nyassasøen; fra midten af denne drejede grænsen lige mod øst til Rovumafloden, som den fulgte til oceanet.
Arealet blev anslået til 992.000 km2.

## Befolkning
Landet havde i 1921 skønnet 4.140.000 indbyggere, hvoraf 2.447 hvide og 14.991 asiater (arabere og hinduer). Den indfødte befolkning bestod overvejende af stammer af blandet banturace; i kystegnene boede suahelierne, der er blandede med arabere, og hvis aprog (kisuaheli) var det almindelige handelssprog fra kysten til de store søer.
Efter tysk lov var enhver indfødt, der var født efter 1903, fri, men en mild form for slaveri vedligeholdtes dog under det tyske styre. I 1922 ophævedes slaveriet helt.

## Næringsveje
Hovednæringsvejen var agerbrug, og under det tyske herredømme anlagdes et antal plantager med kokos, kaffe, jordnødder, kautsjuk, sukker, bomuld, kardemomme, kinabark og sisalhamp. Hos de indfødte spillede kvægavlen også en stor rolle, og der fandtes i 1921 3,1 mio. stkr kvæg og 3,4 mio. får og geder.
Bjergværksdrift var kun lidet udviklet. Af råstoffer fandtes stenkul, jern, guld, bly, kobber, glimmer og salt.
Skovene frembragte værdifulde træsorter, navnlig ibenholt. Skove udgjorde l,09 mio. hektar, hvoraf størstedelen tilhørte regeringen. Både ibenholt og gummitræ fandtes i stor udstrækning, desuden bambus-skove.

## Transport
De vigtigste havnepladser var Dar-es-Salaam, Tanga, Bagamoyo, Pangani, Kilwa, Lindi og Mikandani, mens i det indre de betydeligste handelspladser var Tabora og Ujiji.
Af jernbaner fandtes i 1924 1.645 km og 129 km under bygning. De to hovedlinier var Centralbanen fra Dar-es-Salaam over Tabora til Kigoma ved søen, og Nordbanen fra Tanga gennem Usambara til Moshi ved foden af Kilima-Ndsharo; sidstnævnte bane stod ved en sidebane fra Moshi i forbindelse med Ugandabanen i Kenyakolonien.
Der fandtes ca. 30.000 km nogenlunde brugbare automobilveje.

## Samhandel og møntfod
Den årlige eksport beløb sig i 1924 til 2,7 mio. £ St., medens importen var 2 mio. £ St. Tanganyika havde toldtariffer fælles med Kenya og Uganda.
De vigtigste eksportartikler var i 1923: sisalhamp, (0,367 mio. pd st.), jordnødder (0,264 mio.), kaffe (0,205 mio.), bomuld (0,178 mio.), kopra (0,132 mio.), huder (0,103 mio.) og skind (0,oi4 mio.). Af importvarer samme år nævnes: bomuldsvarer (0,722 mio. pd st.), fødevarer (0,132 mio.), jern og stålvarer (0,127 mio.), sprit, vin og øl (0,038 mio.) samt tobak og tobaksvarer (0,038 mio.).
Udenrigsskibsfarten omfattede i 1923 417 dampskibe på 957.934 ton og 2.638 sejlskibe på 142.674 fartøjer i ankommende og afgående fart.
Den tyske rupie var gyldig til 1922, da der indførtes en ny mønt: East Africa Shilling à 100 Cents.

## Administrativ inddeling
Territoriet var delt administrativt i 22 kredse.
Administrationens sæde lå i Dar-es-Salaam.

### Guvernører
- 1916–1925 Horace Archer Byatt (administrator, fra 1920 guvernør);
- 1925–1931 Donald Charles Cameron;
- 1931–1934 George Stewart Symes;
- 1934–1938 Harold Alfred MacMichael;
- 1938–1941 Mark Aitchinson Young;
- 1941–1945 Wilfrid Edward Francis Jackson;
- 1945–1949 William Denis Battershill;
- 1949–1958 Edward Francis Twining;
- 1958–1961 Richard Gordon Turnbull.